# Trinatriumfosfat
Trinatriumfosfat er et letopløseligt salt med basisk reaktion:
Na3PO4 → 3 Na+ + PO43-
PO43- + H2O → HPO42- + OH-
Alkalitet pKb = 2,23

## Anvendelse
- Som surhedsregulerende middel og som antiklumpningsmiddel i levnedsmidler, og har da E‑nummeret  339. ADI = 70 mg/kg kropsvægt.
- Affedtning.
- Pletfjerning.
- Matterende afvaskning før maling.
- Flusmiddel ved slaglodning af kobberdele i medicinsk apparatur. Oxidresterne fjernes let med vand bagefter.
- Sænker smeltepunktet ved glasering af keramik.
- Strålebehandling. Trinatriumfosfat med radioaktivt fosfor (Isotopen 32P] kan anvendes til kropsstyret strålebehandling af specifikke lidelser. Det radioaktive præparat kan administreres som opløsning oralt. Kroppen fordeler stoffet til de steder, hvor fosfor indgår, f.eks. til knoglerne, der således bestråles.

## Klassificering
- EG-nummer 231-509-8
- ATC-koder
  - A06XD17
  - A06AG01
  - B05XA09
  - V10XX01 (Radioaktive isotop 32P)
- RTECS TC9575000